# Heinrich Dürrschmidt
Otto Heinrich Gustav Dürrschmidt (* 26. November 1819 in Wunsiedel; † 13. Januar 1899 in München) war ein deutscher Reichsgerichtsrat und liberaler bayerischer Landtagsabgeordneter.

## Familie
Sein Vater war der Wunsiedler Advokat Johann Georg Dürrschmidt (-1854). Er war verheiratet mit Anna Barbara Caroline Dürrschmidt geb. Sand (1778–1822), einer älteren Schwester des radikalen Attentäters Karl Ludwig Sand. Sein Vater trug zur Entlassung des Berliner Professor Wilhelm Martin Leberecht de Wette bei, da de Wette der Mutter Sands einen Trostbrief gesandt hatte. Bei einer Hausdurchung beim „Schwarzen“, Turner und Vorsteher der Berliner Burschenschaft Karl von Wangenheim, der 1818 seinem Lehrer Georg Wilhelm Friedrich Hegel aus Heidelberg nach Berlin folgte, wurde ein Brief Dürrschmitts gefunden, in welchem auf den Brief de Wettes Bezug genommen wurde. Auf preußische Requisition hin wurde de Wettes Brief von bayerischen Behörden beschlagnahmt.

## Leben
Heinrich Dürrschmidt begann an der Friedrich-Alexander-Universität Erlangen zu studieren. 1839 wurde er im Corps Baruthia aktiv. Als Inaktiver wechselte er an die Ruprecht-Karls-Universität Heidelberg. 1842 wurde er auf den bayerischen Landesherrn vereidigt. Der oberfränkische Regierungspräsident Melchior Ritter von Stenglein, der Vater seines Nachfolgers im Senat Melchior Stenglein, stufte ihn als „unzuverlässig“ ein, da Dürrschmidt früher „unumwunden seine freimüthige und gemeindeutsche Gesinnung aussprach“. Beim Übertritt 1853 vom Verwaltungsdienst in den vorbereitenden Justizdienst versagte ihm die oberfränkische Regierung die Zulassung zum Appellationsgericht. Erst nach Widerspruch zum Justizministerium mit Fürsprache des Wunsiedler Bürgermeisters Kristoph Landgraf und des vormaligen Landrichters Ihl, dem reaktionären Bamberger Stadtkommissar, wurde er 1854 Gerichtsassessor in Aichach. 1857 wurde er Bezirksrichter in Donauwörth. Dann kam er nach Augsburg, wo er die Tochter des Bürgermeisters heiratete, und später nach Freising. 1861 wurde Appellationsgerichtsrat in München. Er war 1868 im Gründungsvorstand des Wahlvereins der Fortschrittspartei auf Kommunalebene in München. Der bayerischen Kammer der Abgeordneten gehörte von 1869 bis 1879 für den Wahlkreis München links der Isar an. Auch war er befreundet mit der Familie Hermann Dycks, dem Direktor der Kunstgewerbeschule in München. 1877 wurde er Rat beim Bayerischen Obersten Landesgericht. Mit der Gründung des Reichsgerichts 1879 wurde er dorthin berufen. Neujahr 1889 trat er in den Ruhestand. 

„In Pension nach München zurückgekehrt, betheiligte er sich trotz seines Alters noch am politischen Leben und wurde als Nationalliberaler in die Kammer der Abgeordneten gewählt, und erst Krankheit zwang ihn, sich endgiltig in den Ruhestand zurückzuziehen.“

## Werke
- Zur Lehre von den Verbandhypotheken der deutschen Rechte : Mit bes. Berücks. der bayerischen Gesetzgebung. Augsburg 1856. (MPIER-Digitalisat)
- Die klösterlichen Genossenschaften in Bayern und die Aufgabe der Reichsgesetzgebung. München 1875. (Auf dem Index Librorum Prohibitorum)